# Sonata para clarinete y piano (Poulenc)
La Sonata para clarinete y piano FP184 es la penúltima composición del músico francés Francis Poulenc.

## Historia
La sonata fue un encargo del célebre clarinetista Benny Goodman a Francis Poulenc, realizada no mucho antes de la muerte del compositor, buscando una colaboración también interpretativa. Sin embargo el 30 de enero de 1963 Poulenc falleció de un infarto, antes de ser publicada, y se recurrió a un editor para que aclarara algunas notas y dinámicas. La Sonata fue estrenada tres meses más tarde en el Carnegie Hall de Nueva York, el 10 de abril de 1963, por Goodman y Leonard Bernstein al piano.
La obra está dedicada a la memoria de Arthur Honegger, gran amigo de Poulenc de la época del Grupo de los Seis, que falleció prematuramente en 1955.
La sonata forma parte de un ciclo proyectado pero no completado de sonatas para instrumentos de viento: a causa de su inesperada muerte, Poulenc logró componer solamente esta para clarinete, la popular Sonata para flauta y piano y la Sonata para oboe y piano, su última su composición, justo antes de su muerte.

## Movimientos
1. Allegro tristamente (Allegretto - Très calme - Tiempo allegretto)
2. Romanza (Très calme)
3. Allegro con fuego (Très animé)

## Edición
- Sonata for clarinet and piano. Londres: Chester Music, cat. n.º CH61763.[4] ed. Sachania.[5]